# HD 45638
HD 45638，又名BD+11 1193，SAO 95732、HR 2351，是一颗恒星，视星等为6.59，位于銀經200.58，銀緯0.1，其B1900.0坐标为赤經6h 23m 26.9s，赤緯+11° 0.1′ 0″。